# Hrotovice
Hrotovice là một thị trấn thuộc huyện Třebíč, vùng Vysočina, Cộng hòa Séc.